# Xã Hayes, Quận McPherson, Kansas
Xã Hayes (tiếng Anh: Hayes Township) là một xã thuộc quận McPherson, tiểu bang Kansas, Hoa Kỳ. Năm 2010, dân số của xã này là 277 người.